# Bitwa pod Gołkowem
Bitwa pod Gołkowem – bitwa stoczona w dniach 9–10 lipca 1794 roku podczas powstania kościuszkowskiego.
Stosując się do ustalonych wcześniej planów, według których wojska Rzeczypospolitej miały stoczyć główną bitwę na przedpolach Warszawy, generał Józef Zajączek, który dowodził dywizją liczącą 7600 żołnierzy, miał osłaniać drogę prowadzącą do Raszyna. W tym celu 7 lipca zajął pozycje obronne na północ od Gołkowa - dywizja zwrócona została frontem na południe, oparta lewym skrzydłem o bagnistą dolinę Jeziorki, a prawym skrzydłem o las. Większość jazdy znalazła się na prawym skrzydle, reszta jazdy umieszczona została na lewym. Całą piechotę Zajączek umieścił w centrum i uszykował ją w trzy linie.
W ślad za Dywizją Zajączka posuwał się rosyjski korpus (około 13 000 żołnierzy) dowodzony przez generała Iwana Fersena. Idąca na czele tego korpusu grupa Fiodora Denisowa 9 lipca maszerowała w kierunku Piaseczna. Około południa Denisow ruszył ze swą jazdą do szarży na polskie prawe skrzydło, jednak polski kontratak odrzucił Rosjan. Gdy około godziny 17 nadciągnął z resztą sił Fersen, Rosjanie ruszyli do kolejnego natarcia, w większości skierowanego na prawe skrzydło polskiej dywizji. Także i tym razem Polacy odparli Rosjan. Zapadające ciemności przerwały walkę, jednak jeszcze przed świtem Denisow zaatakował lewe skrzydło Zajączka, zdobywając leżący przed polskim frontem Gołków. Dalsze natarcie Rosjan powstrzymał celny ogień polskiej artylerii. Gdy około godziny 6 nadeszła rosyjska grupa Chruszczowa, Fersen uzyskał niemal dwukrotną przewagę liczebną i starając się to wykorzystać skierował siły Chruszczowa do obejścia obu polskich skrzydeł. W tej sytuacji Zajączek około godziny 7:30 wydał rozkaz do odwrotu.
Tadeusz Kościuszko później zrezygnował ze stoczenia bitwy na przedpolach Warszawy i zdecydował się stoczyć walkę za linią umocnień miasta.